# Multigraf
Multigraf je v matematiki graf, ki lahko ima večkratne povezave (ali vzporedne povezave), ki potekajo med posameznimi točkami. To pomeni, da sta dve točki povezani z več kot samo eno povezavo. 
Multigraf {\displaystyle G\,} je urejeni par {\displaystyle G:=(V,E)\,}, kjer je:
- {\displaystyle V\,} množica točk
- {\displaystyle E\,} večkratna množica neurejenih parov povezav

Nekateri ne ločujejo pojma multigraf in psevdograf. Za druge je psevdograf multigraf z zankami.
Posebna oblika je multidigraf, ki je usmerjeni graf, ki lahko vsebuje večkratne povezave od točke nazaj do iste točke (zanka). 
Multidigraf {\displaystyle G\,} je urejeni par {\displaystyle G:=(V,A)\,} za katerega velja:
- {\displaystyle V\,} je množica točk
- {\displaystyle A\,} je večkratna množica parov točk, ki se imenujejo usmerjene povezave ali loki ali puščice.